# Basový buben
Mimo obrázek: Sizzle cymbal • Swish cymbal • Crash/ride cymbal • Kravský zvonec • Wood block • Tamburína • Rototom • Octoban • Temple block • Gong • Triangl

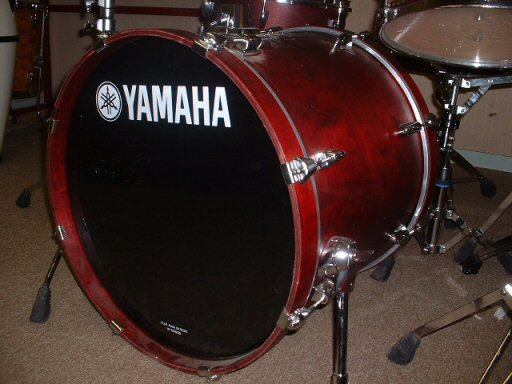
Basový buben značky Yamaha

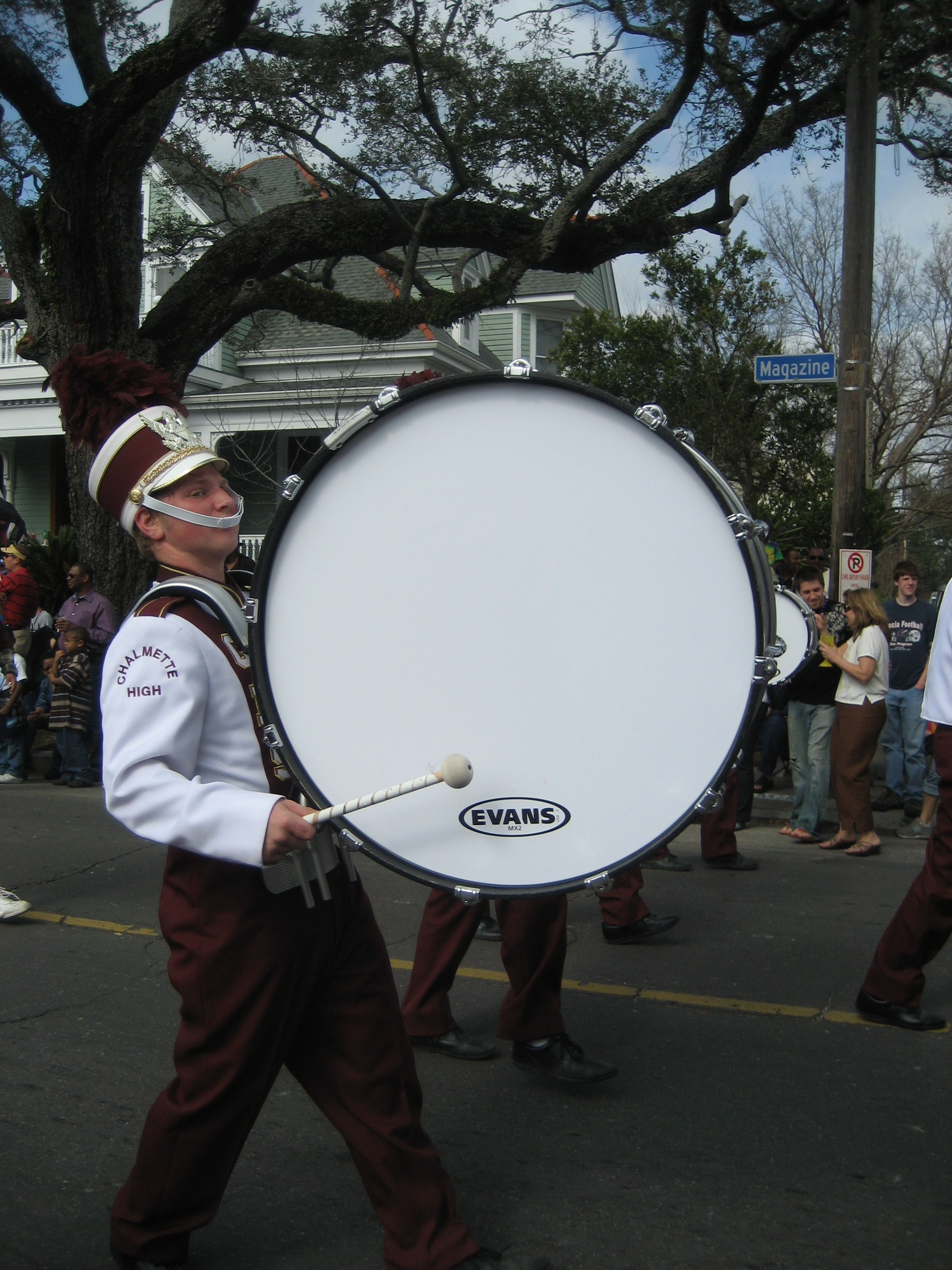
Basový buben nesený

Basový buben (kopák neboli korčák) je součástí soupravy bicích nástrojů. Hraje se na něj ruční paličkou nebo pomocí šlapky ovládané nohou. Někteří bubeníci, zvláště metalových a rockových hudebních skupin, používají ve své soupravě dvojšlapku. Basový buben bývá někdy nazýván „velký buben“ nebo častěji „kopák“, případně „šlapák“. Někteří bubeníci si také vyřezávají do přední blány otvor pro zkrácení dozvuku bubnu či pro umístění mikrofonu.